# Гельцер, Василий Фёдорович
Васи́лий Фёдорович Ге́льцер (26 декабря 1840 (7 января 1841), Москва — 30 декабря 1908 (12 января 1909), там же) — русский солист балета, балетный педагог. Заслуженный артист Императорских театров (1903).

## Биография
В 1848 году восьмилетним мальчиком был принят в Московское императорское театральное училище, где обучался экстерном. Завершив учебу в 1856 году, принят в Большой театр танцовщиком-фигурантом. В 1863 году переведён в солисты. Наиболее значительной работой была партия Иванушки в балете «Конёк-Горбунок», поставленного в Большом театре балетмейстером Артуром Сен-Леоном 16 декабря 1866 года.
Гельцер был известен в первую очередь как характерный танцовщик, хороший мимический актёр. Он выступал как в комических партиях, в том числе женских (фея Карабос, Марцелина), так и в трагических ролях (Клод Фролло). Выступал на сцене до 1906 года, когда состоялся его прощальный бенефис.
С 1894 по 1901 год Гельцер работал режиссёром балетной труппы Большого театра. С 1898 года преподавал мимику и пластику в Московском балетном училище и Московской консерватории; поставил танцы для премьеры оперы Петра Ильича Чайковского «Евгений Онегин», осуществленной силами студентов Московской консерватории в 1879 году.
С 1898 по 1902 год возглавлял Московское балетное училище. В 1876 году совместно с Владимиром Бегичевым написал сценарий к балету «Лебединое озеро».
Скончался 30 декабря 1908 (12 января 1909) года в Москве. Похоронен на Ваганьковском кладбище (участок 23).

## Семья
- Брат — Фёдор Фёдорович Гельцер (1839—?), артист балета, в 1858 году окончил Императорское петербургское Театральное училище; исполнитель роли Мартена в балете «Пакеретта» (1882) Франсуа Бенуа[2].
- Сестра — Вера Фёдоровна Гельцер, драматическая актриса Московской императорской труппы в 1865—1866 годах (после замужества с князем Голицыным ушла со сцены)[3].
- Брат — Анатолий Фёдорович Гельцер (1852—1918), театральный художник.
- Сестра — Софья Фёдоровна.
- Жена — Екатерина Ивановна Гельцер (Блинова), купеческого рода, родственница Михаила Нестерова.
  - Дочь — Вера Васильевна Гельцер.
  - Дочь — Екатерина Васильевна Гельцер (1876—1962), русская балерина.
  - Дочь — Любовь Васильевна Гельцер (1878—1955), актриса МХАТ с 1898 по 1906 год[4][5]. Первая жена Ивана Москвина.

## Некоторые партии
- 14 декабря 1869 — первый исполнитель роли Санчо Панса в балете Л. Ф. Минкуса «Дон Кихот», балетмейстер — М.Петипа
- 1888 — Пигмалион в одноименном балете Ю. И. Трубецкого, балетмейстер А. Н. Богданов
- 21 ноября 1890 — Клод Фролло в балете Ц. Пуни «Эсмеральда» поставленном балетмейстером Хосе Мендесом (Mendez) по хореографии Петипа
- 24 ноября 1891 г.- первый исполнитель роли Марцелины в балете П. Гертеля «Тщетная предосторожность», балетмейстер Хосе Мендес.
- 14 февраля 1892 — Царь Нубийский в балете Ц. Пуни «Дочь фараона», балетмейстеры Л. Н. Гейтен, Н. Ф. Манохин по хореографии М.Петипа
- 1893 — Роберт в балете композиторов И. Ф. Шмидта и Ц. Пуни «Роберт и Бертрам, или два вора», поставленном балетмейстером Хосе Мендесом
- 15 ноября 1898 — Гусарский полковник в балете композитора И. И. Армсгеймера «Привал кавалерии», поставленном балетмейстером И. Н. Хлюстиным
- 17 января 1899 — первое в Большом театре исполнении партии феи Карабос в балете П. М. Чайковского «Спящая красавица», поставленном балетмейстером А. А. Горским по хореографии М.Петипа
- 1899 — немой Малаец в опере А. Ю. Симона «Песнь торжествующей любви», мимическая роль, созданная специально для Гельцера
- 6 января 1900 — Агата в балете Маковца «Танцовщики поневоле», поставленном балетмейстером В. Д. Тихомировым,
- 25 ноября 1901 — Хан в балете Ц.Пуни «Конёк-Горбунок», поставленном балетмейстером А. А. Горским,
- 25 января 1901 — первый исполнитель в Большом театре роли Великого брамина в балете Л. Ф. Минкуса «Баядерка», поставленном балетмейстером А. А. Горским по хореографии М.Петипа
- 24 ноября 1902 — Клод Фролло в мимодраме А. Ю. Симона «Дочь Гудулы», поставленной балетмейстером А. А. Горским
- 25 февраля 1905 — Коппелиус в балете Лео Делиба «Коппелия», поставленном балетмейстером А. А. Горским
- Лесничий Ганс в балете А.Адана «Жизель».